# Upplands runinskrifter 419
Upplands runinskrifter 419, eller "Norslundastenen", är ristad på en runsten som ursprungligen stått i Norslunda i Norrsunda socken i Uppland. Numera återfinns den på Skansen i Stockholm.
Ornamentiken består av en runorm sedd i profil och som innesluter ett enkelt kristet kors. Den från runor translittererade inskriften lyder enligt nedan:

## Inskriften
Translitterering av runraden:
þaun kulfinkr ' auk stinfriþr ' auk s[ikfast]r litu r[a]is(a) (s)tin þino| |ofti(ʀ) austnin ' kun[a]rs| |su[n] s at iuria kuþ [h]ialbi hons| |s-lu
Normalisering till runsvenska:
Þaun Kylfingʀ ok Stæinfriðr ok Sigfastr letu ræisa stæin þenna æftiʀ Øystæin, Gunnars sun s at iuria Guð hialpi hans s[a]lu.
Översättning till nusvenska:
Kylving och Stenfrid och Sigfast läto resa denna sten efter Östen, Gunnars son, Gud hjälpe hans själ.